# 安積町
安積町（あさかまち）は福島県郡山市にある地区。2016年（平成28年）1月1日現在の人口は34,231人、世帯数は14,346世帯。
かつては福島県中通り中部、安積郡に属していた町であった。このページでは、自治体の安積町と郡山市安積町地区の両方を併載する。

## 概要
5世紀から6世紀にかけて、安積郡付近にまで勢力を拡げた大和朝廷は、この地域の支配を確実なものとするため地域の統治を行わせる国造として阿尺国造を置き、比止禰命という人物を任命した。
この『阿尺』が『安積（あさか）』の地名の由来といわれている。
古くから交通の便が良く、鎌倉時代頃には奥大道（奥州大路）、江戸時代には奥州街道、そして近代には国道4号や東北本線がこの地域を経由しており、周囲の地域に比べて比較的早くから栄えた。
安積永盛駅の設置後は、小規模ながらも商店街や工場、市場等からなる市街地を形成しており、郡山市編入前からの住民は、郡山市中心部ではなく安積永盛駅付近を指して『街』と呼ぶことも少なくない。
ただし、郡山市とは市街地同士の距離が近いため、南拠点地域（郡山操車場跡地）の開発や国道4号沿いの店舗の立地等により、市街地が徐々に郡山市街地と一体化しつつある。
現在は、日出山地域・笹川地域・荒井地域・長久保地域では郡山市街地へのアクセスが非常に便利なことから、住宅街が大半を占めており、柴宮団地・雷神団地・安積団地・槍ヶ池団地と言った市営・県営住宅が多いことから郡山市街地へのベッドダウンとして発展している。一方で成田地域や牛庭地域では所々に住宅街が見られる程度で、未だに農業が盛んな地域となっている。
日出山地域には、阿武隈川が蛇行して流れていた名残で一部、阿武隈川の対岸に取り残された島のような地域がある。
この地域は阿武隈川跡の池（三日月湖）に囲まれており、安積町側からは歩行者を除き、田村町を経由しないと入れない。

## 地理
- 河川：阿武隈川、笹原川、南川

## 歴史
- 1909年（明治42年）10月18日 - 国鉄東北本線笹川駅（現・安積永盛駅）が開業する。
- 1943年（昭和18年）10月1日 - 永盛村が町制施行し、永盛町となる。
- 1953年（昭和28年）5月18日 - 国道115号（現在の国道49号）が制定。
- 1954年（昭和29年）12月10日 - 永盛町が豊田村と合併し、安積町が発足。
- 1955年（昭和30年）3月10日 - 川田地区が分離し三穂田村へ編入される。
- 1965年（昭和40年）
  - 5月1日 - 郡山市が安積町を含む安積郡全町村と新設合併を行なう。これにより安積郡及び地方自治体としての安積町が消滅。
  - 10月1日 - 国鉄郡山操車場が開設される。当時は東洋一の規模と言われた。

### 隣接していた自治体
- 郡山市
- 須賀川市
- 安積郡三穂田村
- 田村郡田村町

### 行政区域変遷
- 変遷の年表

| 安積町町域の変遷（年表） | 安積町町域の変遷（年表） | 安積町町域の変遷（年表） |
| 年                       | 月日                     | 旧安積町町域に関連する行政区域変遷 |
| ------------------------ | ------------------------ | --- |
| 1889年（明治22年）       | 4月1日                   | 町村制施行に伴い、以下の村がそれぞれ発足。 - 永盛村 ← 日出山村・笹川村・荒井村 - 豊田村 ← 成田村・川田村                                              |
| 1943年（昭和18年）       | 10月1日                  | 永盛村は町制施行し永盛町となる。 |
| 1954年（昭和29年）       | 12月10日                 | 永盛町・豊田村が合併し安積町が発足。 |
| 1955年（昭和30年）       | 3月10日                  | 安積町の一部（川田）は穂積村・三和村とともに合併し三穂田村が発足。                                                                                    |
| 1965年（昭和40年）       | 5月1日                   | 安積町は郡山市と安積郡富久山町・日和田町・熱海町・喜久田村・逢瀬村・片平村・ 三穂田村・湖南村と田村郡田村町とともに合併し郡山市が発足。安積町は消滅。 |

- 市制・町村制以前の変遷表

| 市制町村制以前の安積町町域の変遷表 | 市制町村制以前の安積町町域の変遷表 | 市制町村制以前の安積町町域の変遷表 | 市制町村制以前の安積町町域の変遷表 | 市制町村制以前の安積町町域の変遷表 |
| 1868年 以前                        | 1868年 以前                        | 明治元年 - 明治22年                | 明治元年 - 明治22年                | 明治22年 4月1日                    |
| ---------------------------------- | ---------------------------------- | ---------------------------------- | ---------------------------------- | ---------------------------------- |
|                                    | 日出山村                           | 明治9年 永盛村の一部               | 明治12年 日出山村                  | 永盛村                             |
|                                    | 笹原村                             | 明治9年 永盛村の一部               | 明治12年 日出山村                  | 永盛村                             |
|                                    | 笹川村                             | 明治9年 永盛村の一部               | 明治12年 笹川村                    | 永盛村                             |
|                                    | 荒井村                             | 明治9年 豊田村                     | 明治12年 荒井村                    | 永盛村                             |
|                                    | 成田村                             | 明治9年 豊田村                     | 明治12年 成田村                    | 豊田村                             |
|                                    | 川田村                             | 明治9年 豊田村                     | 明治12年 川田村                    | 豊田村                             |

- 市制・町村制以後の変遷表

| 市制・町村制以後の安積町町域の変遷表 | 市制・町村制以後の安積町町域の変遷表 | 市制・町村制以後の安積町町域の変遷表 | 市制・町村制以後の安積町町域の変遷表 | 市制・町村制以後の安積町町域の変遷表 | 市制・町村制以後の安積町町域の変遷表 | 市制・町村制以後の安積町町域の変遷表 | 市制・町村制以後の安積町町域の変遷表 |
| 1889年 以前                          | 1889年 以前                          | 明治22年 4月1日                      | 明治22年 - 昭和19年                  | 昭和20年 - 昭和64年                  | 昭和20年 - 昭和64年                  | 平成元年 - 現在                      | 現在                                 |
| ------------------------------------ | ------------------------------------ | ------------------------------------ | ------------------------------------ | ------------------------------------ | ------------------------------------ | ------------------------------------ | ------------------------------------ |
|                                      | 日出山村                             | 永盛村                               | 昭和18年10月1日 町制                 | 昭和29年12月10日 安積町              | 昭和40年5月1日 郡山市                | 郡山市                               | 郡山市                               |
|                                      | 笹川村                               | 永盛村                               | 昭和18年10月1日 町制                 | 昭和29年12月10日 安積町              | 昭和40年5月1日 郡山市                | 郡山市                               | 郡山市                               |
|                                      | 荒井村                               | 永盛村                               | 昭和18年10月1日 町制                 | 昭和29年12月10日 安積町              | 昭和40年5月1日 郡山市                | 郡山市                               | 郡山市                               |
|                                      | 成田村                               | 豊田村                               | 豊田村                               | 昭和29年12月10日 安積町              | 昭和40年5月1日 郡山市                | 郡山市                               | 郡山市                               |
|                                      | 川田村                               | 豊田村                               | 豊田村                               | 昭和30年3月10日 三穂田村             | 昭和40年5月1日 郡山市                | 郡山市                               | 郡山市                               |

## 行政

### 国管轄の機関
- 国土交通省郡山国道事務所

### 県管轄の機関
- ビッグパレットふくしま
- 郡山警察署笹川交番
- 福島県林業研究センター
- 上記の他、現在、郡山市麓山にある県合同庁舎をビッグパレットふくしま北隣に移転する構想があるが、県の資金難のため、実現していない。

### 市管轄の機関
- 安積行政センター - 安積図書館を併設
- 郡山地方広域消防組合 郡山消防署安積分署
- 安積スポーツ広場

## 交通

### 鉄道
- 東北本線、水郡線 - 安積永盛駅
- 東北本線郡山-安積永盛間のビッグパレットふくしま付近に、郡山市が新駅設置について要望中である。

### 路線バス
一般路線
- 福島交通により運行されている。

高速バス
- 仙台 - 郡山・須賀川線 安積二丁目バス停から仙台方向へ利用することが可能。

### 道路
一般国道
- 国道4号あさか野バイパス

県道
- 福島県道17号郡山停車場線
- 福島県道47号郡山長沼線
- 福島県道109号安積長沼線
- 福島県道110号田村安積線
- 福島県道143号仁井田郡山線
- 福島県道355号須賀川二本松線
- 福島県道372号須賀川二本松自転車道線

主要な市道
- 内環状線
- 郡山南インター線

## 産業

### 農業
- 郊外に田畑が広がる
- 福島県林業研究センターが立地

### 工業
- 日本全薬工業（本社・中央研究所）

### 商業
- 郡山南郵便局（日本郵便郡山南支店併設）
- ヨークベニマル安積町店
- ヨークベニマル荒井店
- ケーヨーデイツー安積店
- タイムアフタータイム - 安積二丁目に建物6棟の大型の洋服店を経営
- 安積永盛駅付近に商店街あり。また、上記交通に記述の道路沿いにロードサイド店舗が数多く存在している。
- 宿泊施設は、郊外にホテルバーデンや月光温泉クアハイムが存在する（ともに温泉つき）。

## 教育
小学校
- 郡山市立安積第一小学校
- 郡山市立安積第二小学校
- 郡山市立安積第三小学校
- 郡山市立永盛小学校
- 郡山市立柴宮小学校

中学校
- 郡山市立安積中学校
- 郡山市立安積第二中学校

高等学校
- 帝京安積高等学校

## 名所・旧跡・観光スポット・祭事・催事

### 温泉
- 月光温泉
- なりた温泉
- バーデン温泉
- 石橋ヘルス温泉
- 安積野温泉

### 祭事
- 1月 どんど焼き - 成人の日前日に柴宮町内で開催、郡山市内最大の巨大な歳の神に火が放たれる160年前からの伝統行事
- 8月 あさか野夏まつり 郡山花火大会
- 9月 大久保様の水祭り - 大久保神社、安積疏水に尽力した大久保利通に感謝する祭り
- 9月 あさか野柴宮案山子祭り - 柴宮地区、手作りのかかしが農道沿いに50体以上並ぶ
- 11月 笹川のあばれ地蔵

### その他
- 郡山カルチャーパーク